# Alataspora serenum
Alataspora serenum is een microscopische parasiet uit de familie Alatasporidae. Alataspora serenum werd in 1979 beschreven door Gaevskaya & Kovaljova. 